# Belle Époque brasileira
A Belle Époque brasileira (em português, bela época), também conhecida como Belle Époque Tropical e Era Dourada, é a vertente sulamericana do movimento francês Belle Époque (1871-1914), baseado nos movimentos artísticos do Impressionismo e do Art Nouveau. Foi um período de cultura cosmopolita, de mudanças nas artes, na cultura, na tecnologia e na política do Brasil, entre 1870 e fevereiro de 1922 — fins do Império até a Semana de Arte Moderna.

A Belle Époque, no Brasil, difere de outros países, seja pela duração, seja pelo avanço tecnológico, que se deu, principalmente, nas regiões mais prósperas do país na época: a região do ciclo da borracha (Amazonas e Pará), a região cafeeira (São Paulo e Minas Gerais) e as três principais cidades coloniais brasileiras (Recife, Rio de Janeiro e Salvador).
| |  |  |
| A Rua do Bom Jesus, antiga Rua dos Judeus, antes e depois da reurbanização da cidade do Recife. A Belle Époque brasileira foi um período de grandes transformações. |  |  |

## História

### No Amazonas e no Pará
Financiada pelo látex, a Belle Époque amazônida iniciou-se em 1871, centrada principalmente nas cidades nortistas de Belém (capital do estado do Pará) e Manaus (capital do estado do Amazonas) — chamadas de Paris dos Trópicos ou Paris n’America — período foi marcado por intensiva modernização de ambas as cidades no século XIX (contexto da então província do Grão-Pará, 1821–1889), com avanços arquitetônicos em relação a outras capitais brasileiras.
Belém e Manaus estavam na época entre as cidades brasileiras mais desenvolvidas, e entre as mais prósperas do mundo vivendo seu apogeu entre 1890 e 1920 contando com tecnologias que as cidades da regiões do Brasil ainda não possuíam, através de construções de boulevards, praças, bosques, mercados, política sanitarista, transporte público e iluminação.
Ambas possuíam luz elétrica, água encanada, rede de esgoto, bondes elétricos, avenidas sobre pântanos aterrados. No caso de Belém, surgiram grandes obras arquitetônicas, como o Theatro da Paz, Mercado de São Brás, Mercado Francisco Bolonha, Mercado de Ferro, Palácio Antônio Lemos, Cinema Olympia (o mais antigo do Brasil em funcionamento), corredores de mangueiras e diversos palacetes residenciais no caso de Belém, construídos em boa parte pelo intendente Antônio Lemos. A construção desse espaço de cultura completava o polígono formado por Palace Bolonha, Grande Hotel, Cine Olympia, o Theatro da Paz, local de reunião da elite de Belém que, elegantemente trajados à moda parisiense, assistiam à inauguração ao som de acordes musicais, num ambiente esplendoroso, refinado e de grande animação. A abertura teve como pano de fundo a Belle Époque, ao final do apogeu econômico propiciado pelo período da borracha e o final da intendência de Antônio Lemos, grande transformador urbanista da cidade.

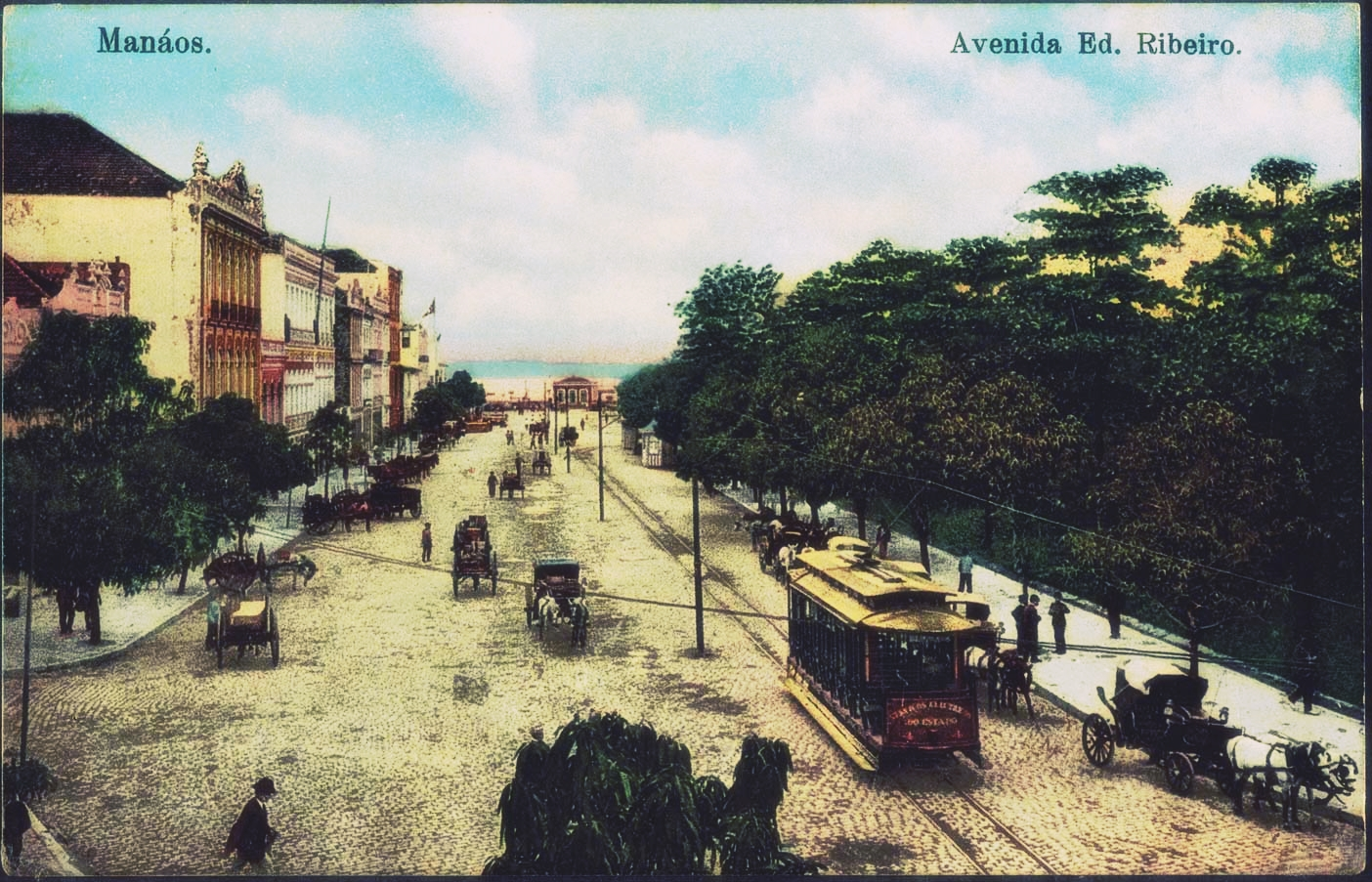
Manaus foi a primeira capital brasileira a receber energia elétrica. Na foto, bonde elétrico circulando na Avenida Eduardo Ribeiro durante a Belle Époque.

Manaus viveu uma transformação radical: os governantes e comerciantes locais trouxeram da Europa centenas de arquitetos, urbanistas, paisagistas e artistas. A missão deles era executar um ambicioso plano urbanístico, que resultou em uma cidade com perfil arquitetônico de influência europeia. A exploração da borracha financiou a construção de edifícios, bondes elétricos, rede de telefonia, água encanada e um grande porto flutuante. Manaus foi uma das primeiras cidades brasileiras a contar com energia elétrica e serviço de tratamento de água e esgoto. Em 1875 surge o Palacete Provincial, em 1877 a Catedral Metropolitana de Manaus, o Mercado Municipal Adolpho Lisboa em 1883, a Igreja de São Sebastião em 1888, e a Ponte Benjamin Constant em 1895, com engenharia inglesa. Em 1896, já dotada de energia elétrica, a cidade ganhou o luxuoso Teatro Amazonas, idealizado pela elite manauara, que desejava aproximar Manaus culturalmente da capital francesa, tanto que na época a cidade era apelidada de Paris dos Trópicos. Em 1900, surge o Palácio da Justiça, a Alfândega de Manaus em 1909, a Biblioteca Pública do Amazonas em 1910, o Palácio Rio Negro em 1911, entre outros. Era uma cidade moderna, de padrões europeus, com cerca de 50 mil habitantes na época.
A influência europeia logo apareceu em Manaus e Belém, na arquitetura das construções e no modo de vida, fazendo do final do século XIX e começo do século XX a melhor fase econômica vivida por ambas cidades. A borracha chegou a representar 40% das exportações brasileiras. Belém e Manaus viveram uma era de prosperidade, destacando-se entre as cidades mais ricas do Brasil nessa época, em decorrência de toda a borracha extraída e exportada da Amazônia.

A moeda da borracha era a libra esterlina — moeda do Reino Unido — forma de pagamento pela exportação da borracha pago aos seringalistas, mesma que circulava em Manaus e Belém durante a Belle Époque amazônica.
| |  |  |
| Teatro Amazonas em Manaus. Inaugurado em 1896, durante a Belle Époque, é considerado como uma das mais belas casas de ópera do mundo. Na direita, o Theatro da Paz, em Belém. |  |  |

### No Rio de Janeiro e em São Paulo

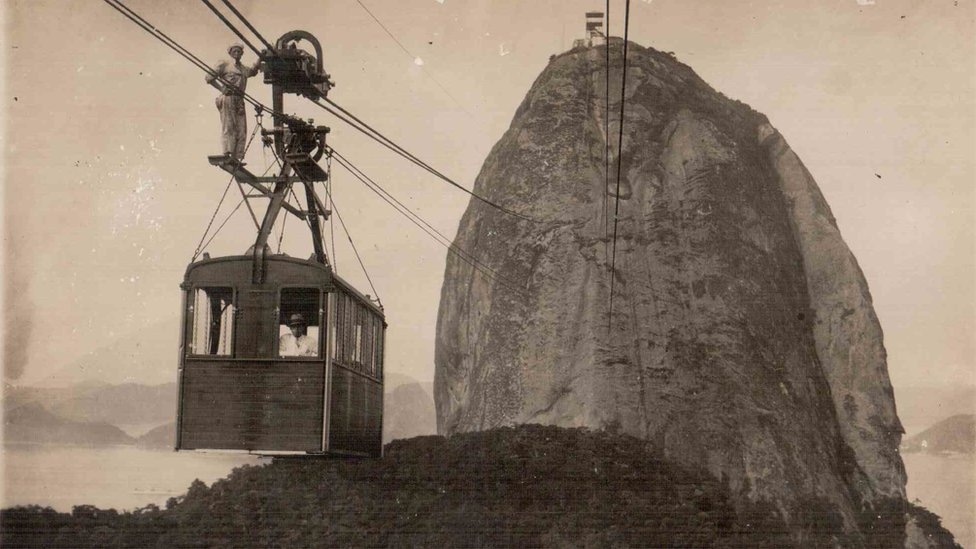
O Bondinho do Pão de Açúcar foi inaugurado ainda na Belle Époque.

A Belle Époque na região cafeeira reflete o momento áureo que o café traz as cidades sudestinas do Rio de Janeiro e a São Paulo, que firmar-se como centro econômico de porte nacional.
No Rio de Janeiro, houve profundas mudanças sociais em sua paisagem urbana. A explosão urbana do final do século XIX fez com que a sua população saltasse de 266 mil a 730 mil habitantes entre 1872 a 1904, devido à chegada na cidade de imigrantes em 1875 (40% da força de trabalho) com a construção da Central do Brasil, de vários soldados da Guerra de Canudos em 1897 sem moradia e, de ex-escravos do Vale do Paraíba com a abolição em 1888 (34% da população era negra ou mestiça), consequentemente inchando sobretudo os cortiços e as favelas que começam a brotar nos morros do centro da cidade (KOK, 2005), criando assim o Morro da Providência em 1897 (primeira favela do Rio de Janeiro). Em 1920, a população do Rio de Janeiro atingiu 1.157.873 segundo o IBGE.

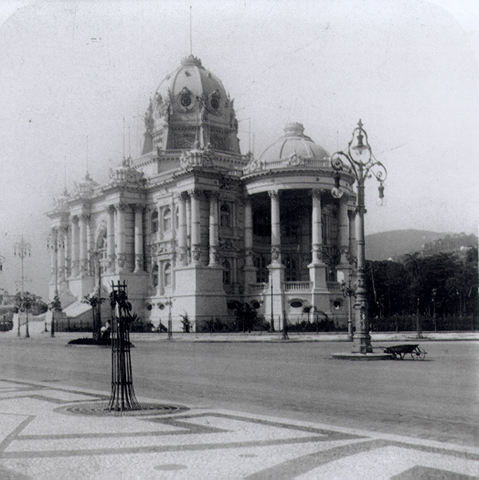
Palácio Monroe, inaugurado em 1904 e demolido em 1976.

Inspirado nas reformas de Haussmann, o  Prefeito Pereira Passos procedeu profunda reforma urbana na capital, visando o saneamento, o urbanismo e o embelezamento e conferir ao Rio ares de cidade moderna e cosmopolita. Para aumentar a circulação de ar no centro do Rio, muitas ruas foram alargadas (p.ex., Rua Marechal Floriano) ou abertas (p.ex., Avenida Central), e se desmanchou inclusive o histórico Morro do Castelo, onde Mem de Sá, em 1567, havia refundado a cidade com a instalação da Fortaleza de São Sebastião, a câmara municipal e a cadeia, a casa do governador e os armazéns-gerais. A cidade também ganhou inúmeras linhas de bonde. Em 1908, realizou-se na Urca a Exposição Nacional Comemorativa do 1º Centenário da Abertura dos Portos do Brasil, para a qual foram construídos vários edifícios temporários. A maioria desses edifícios foi derrubada após o término da exposição. Uma exceção foi o prédio do Pavilhão dos Estados, que é atualmente ocupado pelo Museu de Ciências da Terra.

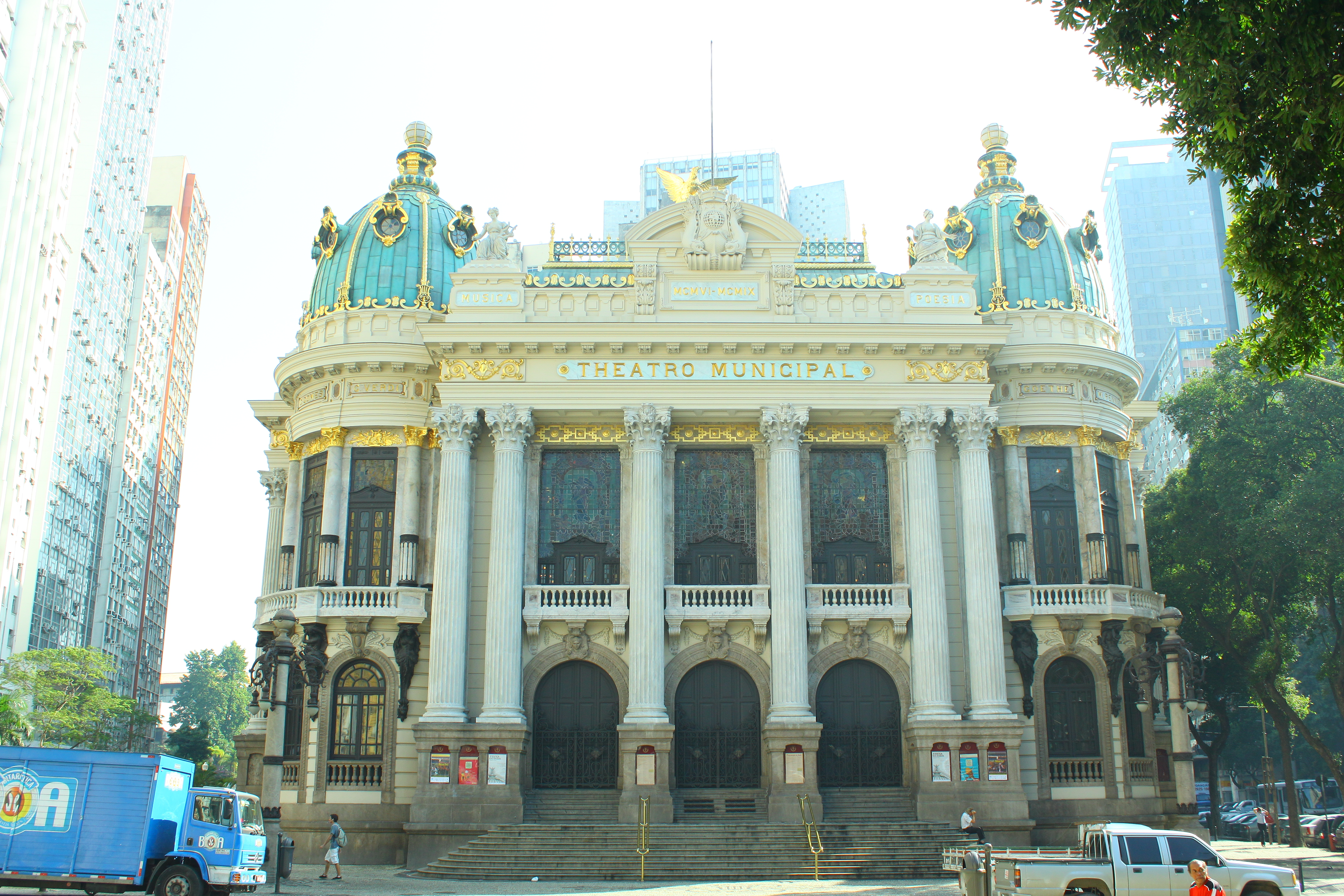
o Theatro Municipal do Rio de Janeiro

Além disso, outro ponto forte foi a criação de bairros da classe média carioca, como alguns presentes na região do Grande Méier, e outras áreas nobres, como alguns bairros da Zona Sul carioca, como Glória, Catete, Botafogo e Copacabana, cuja ocupação da área se deu definitivamente com a inauguração do Túnel Velho. Também nesse período nasceu um dos cartões postais da cidade, o teleférico do pão de açúcar, em 1912.

Em 1897, José Roberto da Cunha Salles dirige Ancoradouro de Pescadores na Baía de Guanabara, considerado o primeiro filme da história do cinema do Brasil. Um dos maiores símbolos da Belle Époque na cidade foi a inauguração do Theatro Municipal do Rio de Janeiro, em 1909. Aliás, todo o complexo da Cinelândia — onde está localizado o teatro — é transfigurado sendo acrescido posteriormente com a instalação do Palácio Monroe e vários cinemas (Cine Odeon, Cineac Trianon, Cinema Parisiense, o Império, o Pathé, o Capitólio, o Rex, o Rivoli, o Vitória, o Palácio, o Metro Passeio, o Plaza e o Colonial).

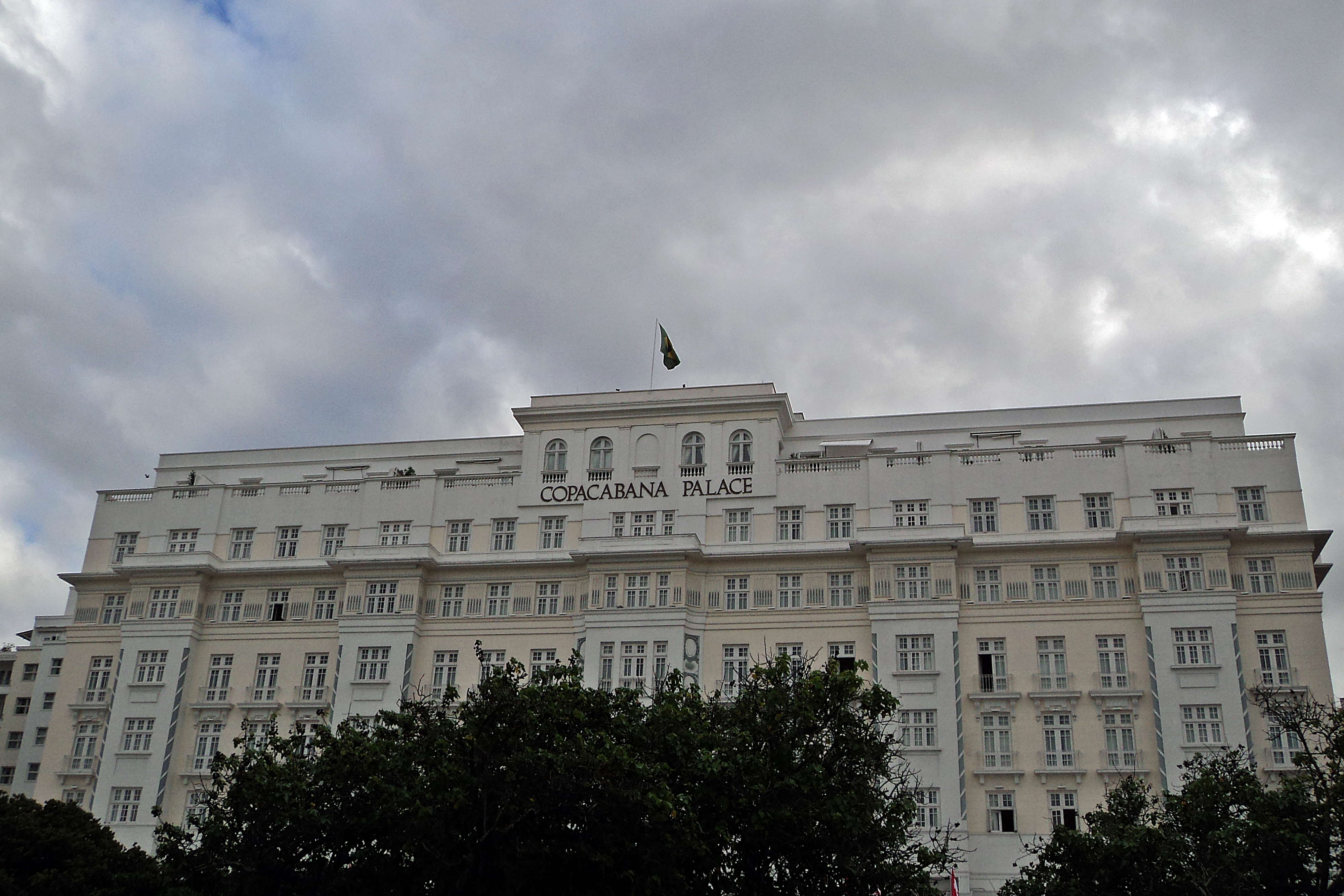
Hotel Copacabana Palace

A nova estética também estimula o remodelamento de tradicionais centros de lazer do Rio como a Casa Cavé e a Confeitaria Colombo, considerada até hoje como um dos dez mais bonitos cafés do mundo, assim como o florescimento de ritmos como o choro e o samba. Para a Exposição Internacional do Centenário da Independência, hotéis sofisticados como o Hotel Copacabana Palace, o Hotel Glória e o Hotel Balneário (o qual ficou mais conhecido posteriormente por abrigar o famoso Cassino da Urca) são inaugurados. Em 7 de setembro de 1929, é inaugurado o Edifício ''A Noite'', o primeiro arranha-céu do Brasil. Como resultado de todas estas transformações da Belle Époque carioca que caracterizaram no ideário coletivo o Rio Antigo, em 1928, o jornalista e escritor maranhense Coelho Neto descreve o Rio de Janeiro em contos como "A Cidade Maravilhosa", apelido este que inspirou a marcha de carnaval de mesmo nome e composta em 1934 por Antônio André de Sá Filho.

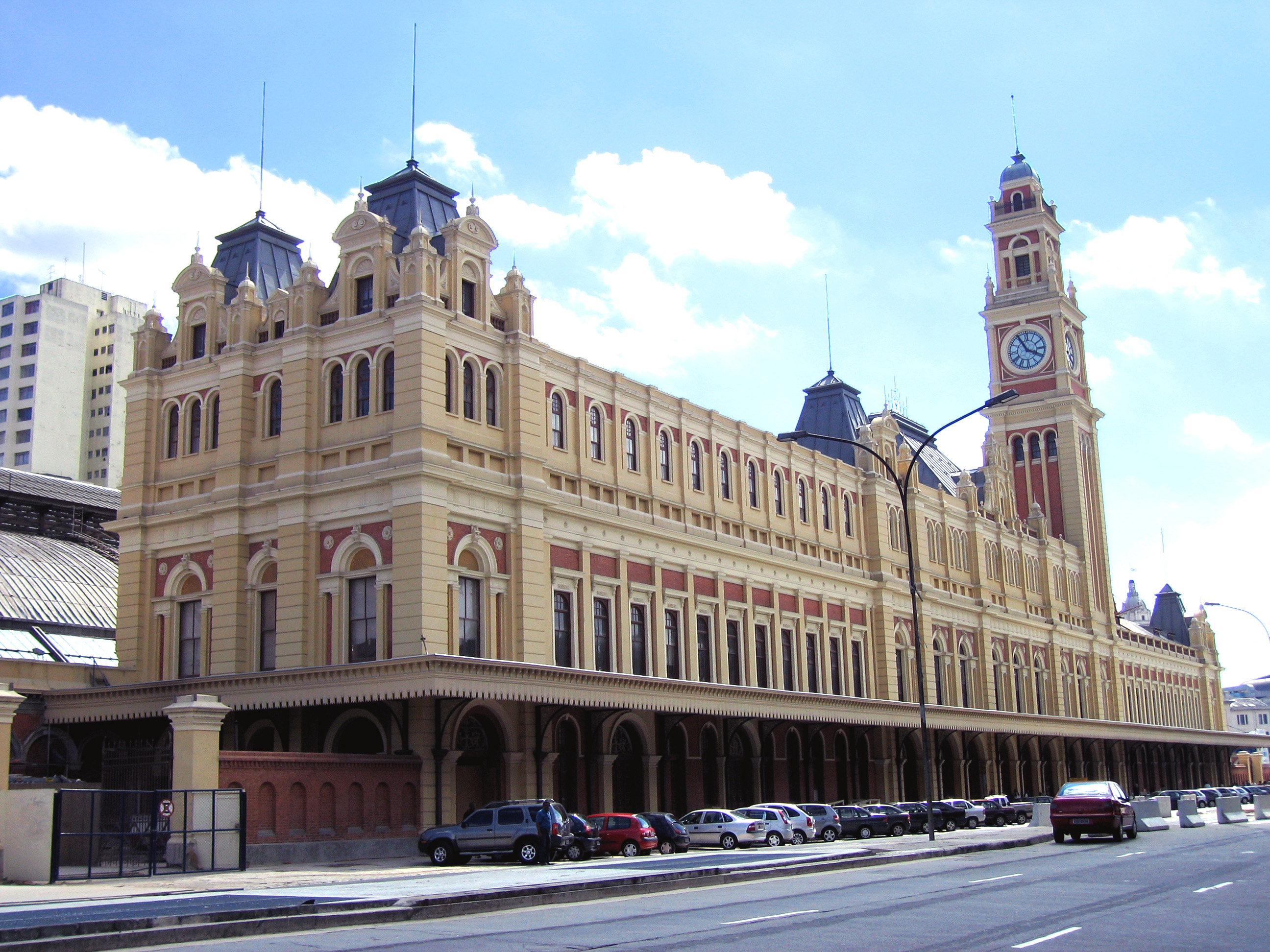
Estação da Luz em São Paulo

Já em São Paulo, durante a República Velha (1889-1930), a cidade industrializa-se e a população salta de ao redor de 70 mil habitantes em 1890 para 240 mil em 1900 a 580 mil em 1920. O auge do período do café é representado pela construção da segunda Estação da Luz (o atual edifício) no fim do século XIX e pela avenida Paulista em 1900, onde se construíram muitas mansões.
O vale do Anhangabaú é ajardinado e a região situada à sua margem esquerda passa a ser conhecida como Centro Novo. A sede do governo paulista é transferida, no início do século XX, do Pátio do Colégio para os Campos Elísios. São Paulo abrigou, em 1922, a Semana de arte moderna que foi um marco na história da arte no Brasil. Em 1929, São Paulo ganha seu primeiro arranha-céu, o Edifício Martinelli.

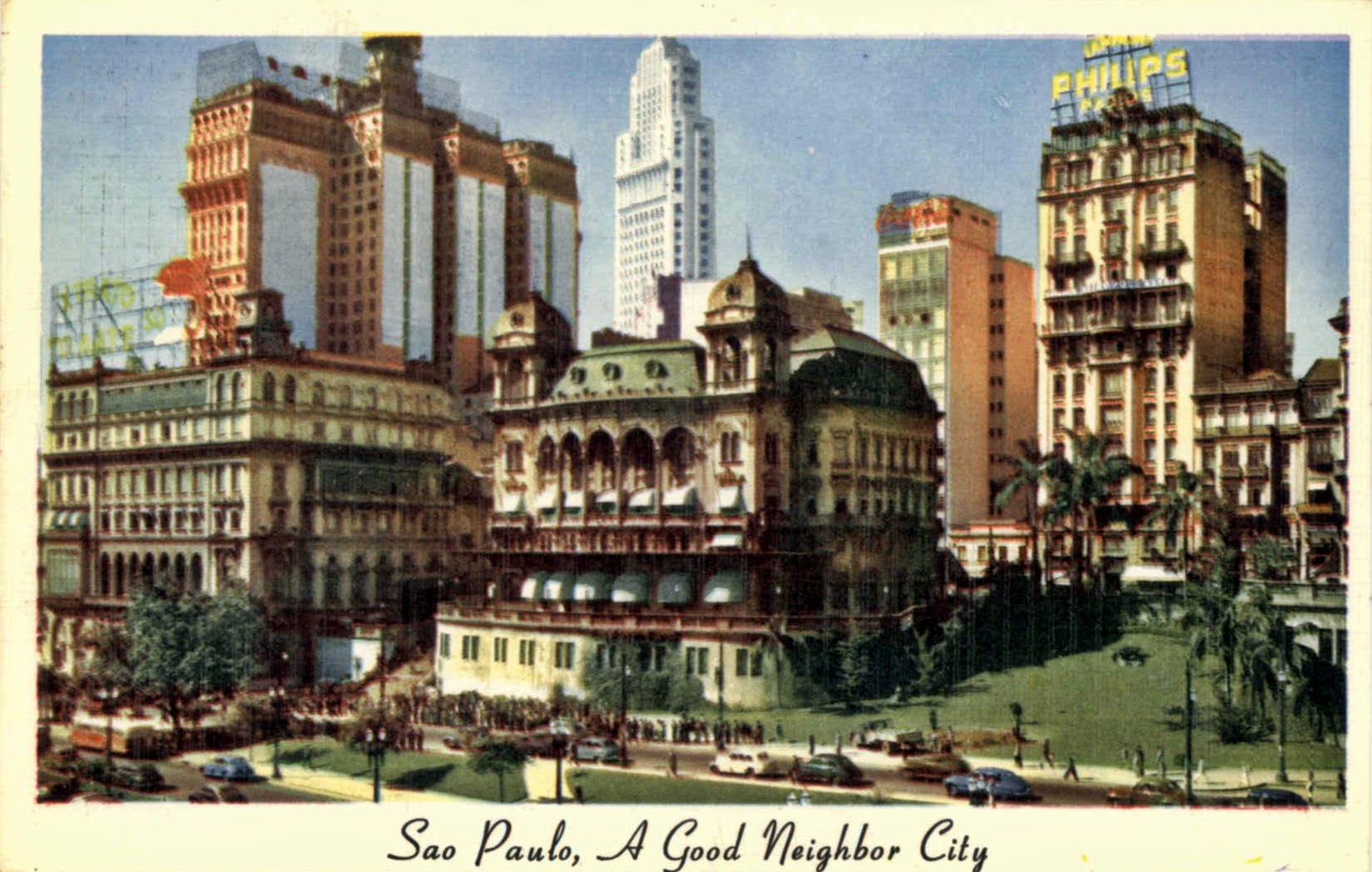
Vale do Anhangabaú no século XX, com vista aos edifícios Martinelli, Sampaio Moreira e Altino Arantes

As modificações realizadas na cidade por Antônio da Silva Prado, o Barão de Duprat e Washington Luís, que governaram de 1899 a 1919, contribuíram para o clima de desenvolvimento da cidade; alguns estudiosos consideram que a cidade inteira foi demolida e reconstruída naquele período.
Com o crescimento industrial da cidade, no século XX, para a qual contribuiu também as dificuldades de acesso às importações durante a Primeira Guerra Mundial, a área urbanizada da cidade passou a aumentar, sendo que alguns bairros residenciais foram construídos em lugares de chácaras. A partir da década de 1920 com a retificação do curso de rio Pinheiros e reversão de suas águas para alimentar a Usina Hidrelétrica Henry Borden, terminaram os alagamentos nas proximidades daquele rio, permitindo que surgisse na zona oeste de São Paulo, loteamentos de alto padrão conhecidos hoje como a "Região dos Jardins". O principal símbolo da Belle Époque paulistana e também brasileira é o Theatro Municipal de São Paulo.
A cidade desenvolveu-se devido a sua localização privilegiada no centro do complexo cafeeiro e também a proximidade ao Porto de Santos. A intensiva imigração para a cidade se destaca principalmente pela diversidade cultural da cidade, muito influenciada por italianos e também mistura de diversas regiões brasileiras, fora os bairros que abrigam colônias de imigrantes, como Liberdade, que abriga a maior colônia Japonesa fora do Japão, e o Bixiga, reduto de imigrantes italianos da cidade.

## Cultura

Theatro Municipal de São Paulo, um dos símbolos da Belle Époque brasileira.

O então nascente regime, a República, desejava inaugurar uma nova era no Brasil, e por isso procurou minimizar  tudo que lembrava o Império e a colonização portuguesa. As artes tomaram novos rumos, se aproximando das culturas francesa  e italiana. É dessa época a fundação de Belo Horizonte, cidade planejada, e as grandes reformas urbanísticas empregadas no Rio de Janeiro, então Capital Federal, por Pereira Passos e Rodrigues Alves.
O período é caracterizado por forte moralismo e "repressão sexual", ideais de comportamento típicos da era vitoriana. A unidade monetária vigente no Brasil ainda era o réis, um padrão instituído pelos portugueses na época colonial.
Em se tratando de língua portuguesa, as regras ortográficas obedeciam aos ditames do grego e do latim. Esse modo de escrever só acabou com a reforma ortográfica de 1943, em plena Era Vargas, e portanto, bem depois dessa Belle Époque versão "tupiniquim". Farmácia e comércio, por exemplo, eram escritos pharmacia e commercio.
O clima ufanista da época, fazia com que termos de novidades estrangeiras fossem aportuguesados. Um exemplo disso foi com o futebol, então recém chegado ao país, onde tentou-se renomeá-lo de ludopédio, sendo ludo = jogo e pédio = pé (bola no pé).

## Primeira Guerra Mundial
O Brasil na Primeira Guerra Mundial tinha uma posição respaldada pela Convenção de Haia, mantendo-se inicialmente neutro, buscando não restringir o mercado a seus produtos de exportação, principalmente o café. Foi o único país latino-americano que participou da Primeira Guerra Mundial.
O conflito também afetaria a era em que se passava o Brasil.

## Revoltas

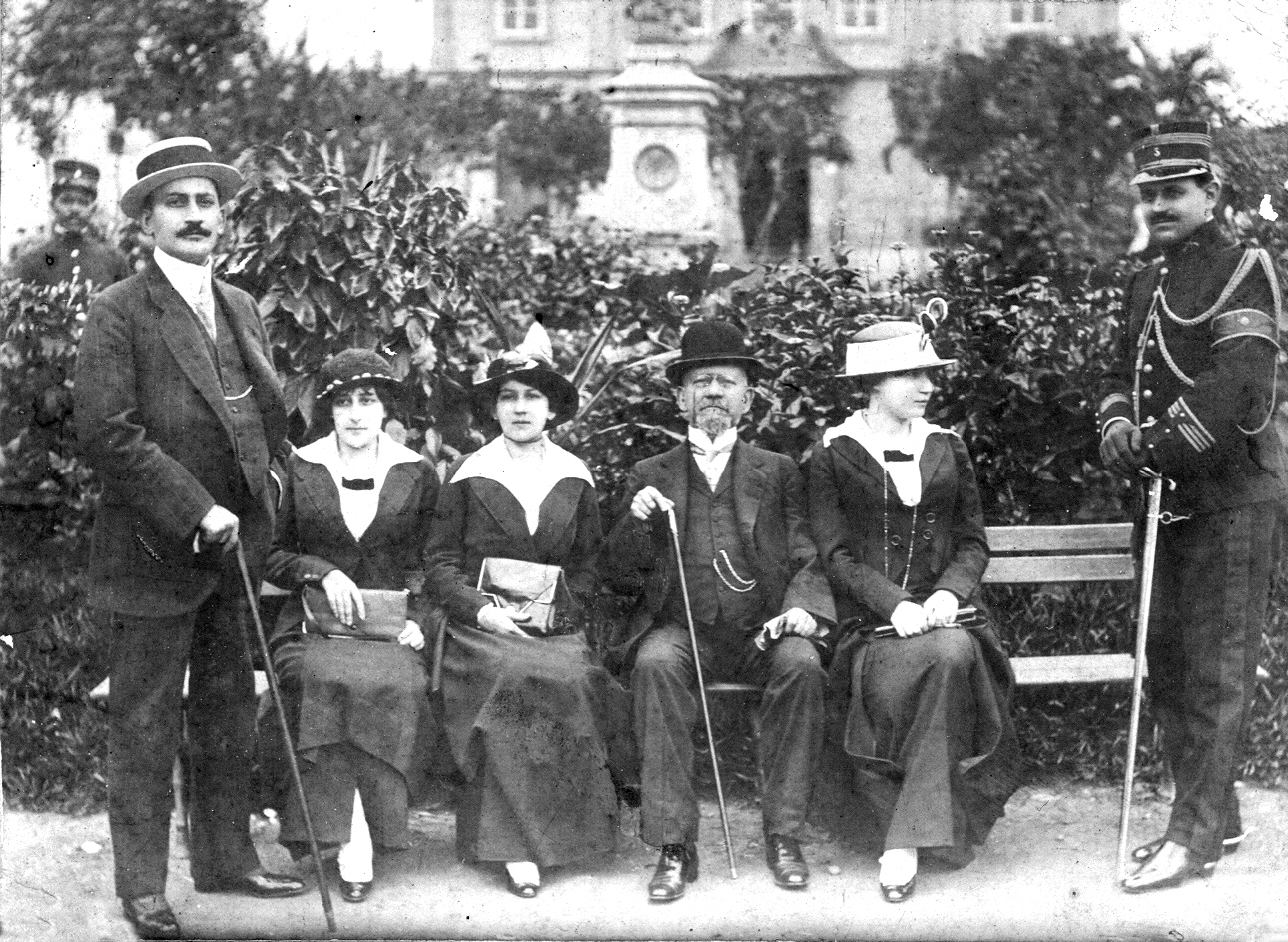
O ex-presidente Rodrigues Alves com a família, 1913.

Durante a Belle Époque também ocorreram duas revoltas:
- Revolução Federalista no Rio Grande do Sul e do caudilhismo, com objetivos de derrubar o governador Júlio de Castilhos e as lideranças Gaspar Silveira Martins (líder dos maragatos) e Júlio de Castilhos (líder dos chimangos).
- Revolta da Vacina no Rio de Janeiro, contra a campanha de vacinação obrigatória contra varíola imposta pelo governo federal.[26]

### Revoltas do período
- Caldeirão de Santa Cruz do Deserto
- Coluna Prestes
- Comuna de Manaus
- Guerra de Canudos
- Guerra do Contestado
- República de Cunani
- Revolta da Armada
- Revolução Federalista
- Revolta da Chibata
- Revolta da Vacina
- Revolta dos 18 do Forte de Copacabana
- Revolta Paulista de 1924
- Revolução Acreana
- Revolução de 1923
- Sedição de Juazeiro

Desculpe, não reconheço formato

## Término
A Belle Époque brasileira terminou em 1922, com a Semana de Arte Moderna, a fundação do PCB  e as rebeliões tenentistas. Mas, a presença dessa cultura não desapareceu de uma só vez, e sim aos poucos, em um processo lento. A sua influência foi sentida até o começo dos anos 30.